# Гідрид магнію
Гідри́д ма́гнію — неорганічна бінарна сполука складу MgH2, білі кристали. Завдяки високому вмісту водню (7,66 %) ця сполука широко використовується як акумулятор водню.

## Отримання
Гідрид магнію добувають взаємодією магнію з воднем при 570 °С і тиску 200 атмосфер у присутності каталізатора йодиду магнію (вихід 60 %): 
{\displaystyle \mathrm {Mg+H_{2}\ {\xrightarrow {MgI_{2},570^{o}C}}\ MgH_{2}\!} }
Іншим способом є піроліз алкільних похідних магнію:
{\displaystyle \mathrm {Mg(C_{2}H_{5})_{2}\ {\xrightarrow {vacuum,175^{o}C}}\ MgH_{2}+2C_{2}H_{4}\!} }

## Хімічні властивості
Гідрид магнію проявляє достатньо сильні відновні властивості. Він реагує з водою та спиртами:
{\displaystyle \mathrm {MgH_{2}+H_{2}O\rightarrow \ Mg(OH)_{2}+2H_{2}\!} }
{\displaystyle \mathrm {MgH_{2}+2CH_{3}OH\rightarrow \ Mg(OCH_{3})_{2}+2H_{2}\!} }
При тривалому нагріванні гідрид магнію розкладається на прості речовини:
{\displaystyle \mathrm {MgH_{2}\ {\xrightarrow {t}}\ Mg+H_{2}\!} }
Взаємодіючи з іншими гідридами, він утворює «подвійні гідриди»:
{\displaystyle \mathrm {MgH_{2}+2AlH_{3}\rightarrow \ Mg[AlH_{4}]_{2}\!} }